# Champcenest
 Champcenest  es una población y comuna francesa, en la región de Isla de Francia, departamento de Sena y Marne, en el distrito de Provins y cantón de Villiers-Saint-Georges.

## Demografía
| 204 | 172 | 117 | 156 | 114 | 116 |
| Para los censos de 1962 a 1999 la población legal corresponde a la población sin duplicidades (Fuente: INSEE [Consultar]) |     |     |     |     |     |